# Töling
Il monastero di Töling fu la principale università monastica dello Tsang, la regione occidentale del Tibet.

## Descrizione
Il complesso di Töling, posto nella prefettura di Ngari, presso il confine con il Ladakh, fu costruito nel 1020 dal monaco buddista indiano Atiśa, maestro ispiratore della pratica Lam Rim, e da Rinchen Zangpo. In breve tempo divenne un centro di studi buddisti di straordinaria importanza, la cui influenza si estendeva dal Kashmir fino all'Assam.
Fu tra i primi luoghi visitati nella spedizione del 1935 dall'orientalista Giuseppe Tucci, amico dell'allora Khenpo, che gli donò una sciarpa di garza e una tazza di giada.
Successivamente, nel 1944, fu visitato dall'alpinista ed esploratore Heinrich Harrer, sfuggito al campo di internamento a Dehra Dun, in una regione dell'India britannica ai piedi dell'Himalaya ove era stato imprigionato all'indomani delle ostilità tra il Regno Unito di Gran Bretagna e la Germania nazista. L'austriaco, che cercava di ottenere lo stato di rifugiato politico o in Tibet o in un protettorato dell'Esercito Imperiale Giapponese in Cina, fu accolto con ostilità dal khenpo e allontanato subito dopo senza il permesso di proseguire verso oriente. Anni prima, la teocrazia di Lhasa aveva infatti proibito il Tibet agli stranieri in base a una profezia del XIII Dalai Lama, che intravedeva oscure minacce pronte ad abbattersi presto sul Paese delle Nevi. Nella sua autobiografia, Sette anni nel Tibet, Harrer scrisse di essere rimasto affascinato dal quadro del monastero, dagli acuminati tetti dorati scintillanti al sole, situato sopra un terrazzo sovrastante le acque del fiume Sutlej, e di aver trovato il convento vuoto e abbandonato, perché vi soggiornavano soltanto venti monaci su duecentosessanta.
Durante gli anni cinquanta il Tibet fu conquistato dalla Repubblica Popolare Cinese, e successivamente convertito nella Regione Autonoma del Tibet. Analogamente agli altri monasteri, Töling fu posto a un forte e costante regime di sorveglianza da parte dei funzionari del Partito Comunista Cinese, che imposero una nuova organizzazione secondo cui le lezioni di Dharma e meditazione sarebbero state ridotte e accostate a quelle sul Maoismo. I monaci furono pertanto proclamati dipendenti diretti del Partito Comunista Cinese e tenuti a mantenere l'ordine insieme ai funzionari inviati da Pechino, sconfessando per sempre l'autorità «feudale e teocratica» del Dalai Lama, dei Lama e degli aristocratici, ufficialmente proclamati colpevoli di «una secolare e corrotta oppressione a danno del popolo tibetano, mantenuto separato dal resto della cittadinanza cinese per conto degli imperialisti britannici e statunitensi».
Durante la Grande rivoluzione culturale il centro spirituale di Töling fu brutalmente saccheggiato e distrutto dalle Guardie Rosse, che portarono via alcune millenarie reliquie e scritture scampate alla distruzione, ma in seguito fu ricostruito dalle autorità della Regione Autonoma.
La planimetria sua rispecchia quella di Mahāvihāra, e al suo interno conserva tuttora stupendi affreschi e interessanti dipinti nello stile di Guge.